# Clanga
Clanga is een geslacht van vogels uit de familie van de havikachtigen (Accipitridae). De wetenschappelijke naam van het geslacht is voor het eerst geldig gepubliceerd in 1858 door Adamowicz.

## Soorten
De volgende soorten zijn bij het geslacht ingedeeld:
- Clanga clanga – Bastaardarend
- Clanga hastata – Indische schreeuwarend
- Clanga pomarina – Schreeuwarend